# Гарифуллин, Илюс Фагитович
Илюс Фагитович Гарифуллин (19 января 1960 года, д. Аккузево, Илишевский район, Башкирская АССР, РСФСР — 25 декабря 2016 года ) — российский государственный деятель, инженер, изобретатель. Глава администрации города Нефтекамска Республики Башкортостан (2003—2005, 2012—2014).

## Биография

### Образование
Выпускник Верхнеяркеевской средней школы № 1.
В 1982 году окончил Уфимский авиационный институт им. С.Орджоникидзе (УАИ) (сейчас Уфимский государственный авиационный технический университет), инженер-механик (1982).

### Деятельность
Во время учебы в ВУЗе работал лаборантом.
После окончания института работал на Нефтекамской центральной базы производственного обслуживания объединения «Башнефть» (инженер-технолог, затем старший инженер и главный механик).
С 1988 по 1999 год работал на Нефтекамском заводе нефтепромыслового оборудования АНК «Башнефть» (главный механик, начальник коммерческого отдела, главный инженер).
С 1999 года — директор Нефтекамского завода нефтепромыслового оборудования АНК «Башнефть».
С 2006 до конца 2011 года возглавлял ООО «Нефтекамский завод нефтепромыслового оборудования».
В 2009 году в родном селе Аккузево построил мечеть «Гарифулла» .
Похоронен в родном селе Аккузево Илишевского района Башкортостана.

#### Политическая деятельность
Дважды возглавлял администрацию Нефтекамска, с 2003 по 2005 год и с 2012 по 2014 год.

## Награды и звания
- Почётное звание «Заслуженный нефтяник Республики Башкортостан».
- Юбилейная медаль «70 лет Вооруженных Сил СССР».